# Contribution volontaire obligatoire étendue
La Contribution volontaire étendue (CVE), précédemment Contribution volontaire obligatoire (CVO), ou « cotisation volontaire obligatoire », est une cotisation ayant pour objectif de valoriser des filières agricoles. Elle est perçue par des organismes interprofessionnels depuis leur reconnaissance par la loi du 10 juillet 1975,. 
90 organisations interprofessionnelles sont habilitées à percevoir cette cotisation.

## Définition
La contribution volontaire obligatoire est « une cotisation décidée et perçue par une interprofession pour financer des actions de l'interprofession d'intérêt collectif pour la filière ». Elle est régie par les articles L. 632-1 à L. 632-12 du code rural et de la pêche maritime (CRPM).  

### «Contribution volontaire obligatoire», une désignation antinomique.
L’intitulé paradoxal de ces prélèvements reflète l’ambiguïté de leur statut juridique. Le terme « volontaire » fait référence à l’accord interprofessionnel par lequel les organisations professionnelles s’engagent, de leur propre initiative, à mettre en place une contribution. Le terme « obligatoire » rappelle que les dispositions de cet accord sont étendues, généralement, à tous les membres de la filière concernée, qui ont alors l’obligation de s’en acquitter. L’arrêté de reconnaissance du ministre rend obligatoire la cotisation prélevée. 
Quelques interprofessions changent ou souhaitent changer l'appellation de CVO en une appellation moins antinomique. À titre d'exemple, le secteur de l'équarrissage adopte, en 2018, la dénomination de cotisation interprofessionnelle étendue (CIE). L’interprofession nationale de l’amont de la filière forêt-bois souhaite que cette cotisation s'appelle à l'horizon 2020, CIO pour contribution interprofessionnelle obligatoire.

## Un débat sur le statut juridique de la Contribution volontaire obligatoire
Les CVO ont été contestées par de nombreux acteurs, institutionnels ou professionnels et ont fait « l'objet d'un contentieux important » jusqu'en 2013, année au cours de laquelle la Commission européenne a reconnu le statut privé des CVO.

### Cour des Comptes
La Cour des comptes estime dans son rapport public annuel de 2002 que « les « cotisations volontaires obligatoires » constituent un dispositif original de prélèvement obligatoire créé par la loi du 10 juillet 1975 relative aux organisations interprofessionnelles agricoles », et rappelle que ces cotisations ne sont portées à la connaissance ni du Parlement, ni de la Commission européenne.
Le rapport sur les taxes affectées publié en 2018 par le Conseil des prélèvements obligatoires, est plus mesuré et suggère de transformer en contributions volontaires obligatoires, sur le modèle agricole, certaines taxes affectées à des centres techniques industriels. Il note également que les CVO ne sont pas des prélèvements obligatoires au sens de la comptabilité nationale.

### Commission européenne
La Commission européenne qualifie en décembre 2008 les contributions volontaires obligatoires dues aux interprofessions de « ressources publiques » instaurant une distorsion de concurrence.
La Cour de justice de l'Union européenne rend cependant en mai 2013 une décision inverse et estime que ces cotisations, n’impliquant pas de transfert d’une ressource d’État, et ne pouvant être utilisées par les autorités étatiques, ne pouvaient être considérées comme une aide d’État :« Le financement des actions de promotion, de publicité, d'assistance technique et de recherche et développement, conduites par l'interprofession Val'Hor par des cotisations volontaires obligatoires durant la période 2005-2014 ne constitue pas une aide d'État au sens de l'article 107, paragraphe 1, du TFUE, sans préjudice de la question de savoir si les subventions de l'État à une interprofession constituent ou non une aide au secteur concerné ou si les subventions allouées à ces actions constituent des aides d'État ». 
À la suite de cet arrêt, le 17 juillet 2013, la Commission a d’une part retiré sa décision initiale de 2008 et d’autre part adopté une nouvelle décision par laquelle elle a conclu à l’absence d’aide d’Etat dans les actions conduites par les interprofessions. 
La Commission reconnaît donc le fonctionnement des contributions volontaires obligatoires et indique dans son argumentation que l'interprofession est bien une personne morale de droit privé qui, si elle perçoit des contributions de nature obligatoire, et si « son existence, ses missions et son fonctionnement sont subordonnés à la reconnaissance par une autorité d'État », décide effectivement seule de l'utilisation de ces ressources.

### Jurisprudence nationale
Le contentieux juridique sur les contributions volontaires obligatoires est important, les organismes interprofessionnels assignant en paiement les contestataires. La contestation des CVO se fait au motif que la contribution constituerait, d'une part, une atteinte au droit de propriété, et qu'elle serait, d'autre part, dépourvue de légalité et de tout motif d’intérêt général.
La jurisprudence n'est, en 2018, pas homogène, mais tend à affirmer que les contributions volontaires obligatoires satisfont au principe de légalité et ne sont pas contradictoires avec le principe de l'intérêt général. Le 30 novembre 2016, s'agissant de l'interprofession Val'hor, la Cour de Cassation a estimé que pour la perception de contributions volontaires obligatoires, « il doit exister un rapport raisonnable de proportionnalité entre les moyens employés et le but visé ».

### Différences entre CVO et taxes affectées
Les CVO ne sont ni des prélèvements obligatoires au sens de la comptabilité nationale française comme les taxes affectées, ni des impositions de toutes natures et ne constituent pas davantage des aides d’État au sens du droit européen. Elles présentent ainsi l'intérêt d'être plus souples d'utilisation tout en finançant des missions d'intérêt général. En ce sens, le Conseil des prélèvements obligatoires propose, en 2018, de supprimer certaines taxes affectées, notamment celles à faible rendement ou  à coûts de collecte élevés, pour les transformer en CVO.
En revanche, elles ne permettent pas de taxer les biens importés, contrairement à une taxe affectée, et ne bénéficient pas des procédures de recouvrement propres aux impositions de toutes natures. Ces inconvénients expliquent que les acteurs des filières aujourd’hui concernées par des taxes affectées ne souhaitent généralement pas transformer ces dernières en CVO.

## Organisations percevant de la CVO
Les CVO sont les principales sources de financement des interprofessions, en moyenne à 80% ou 90% de leur budget, ce qui représente des montants annuels allant de quelques milliers d'euros à près de 40 millions d'euros. 
| Nom de l'organisme                                                                    | CVO perçue en 2010 | CVO perçue en 2013 | CVO perçue en 2014 | CVO perçue en 2015 |
| ------------------------------------------------------------------------------------- | ------------------ | ------------------ | ------------------ | ------------------ |
| AFIDOL                                                                                | 840000 €           |                    |                    |                    |
| Association interprofessionnelle de la betterave et du sucre                          | 4578000 €          |                    |                    |                    |
| ANIBEV : Association nationale interprofessionnelle du bétail et des viandes          | 35469000 €         |                    |                    |                    |
| ANICAP                                                                                | 1118000 €          |                    |                    |                    |
| ANIVIN                                                                                | 121000 €           |                    |                    |                    |
| ATM Éleveurs de Ruminants                                                             | 13713000 €         |                    |                    |                    |
| BIK : Bureau National Interprofessionnel du Kiwi                                      | 820000 €           |                    |                    |                    |
| Bureau interprofessionnel des vins de Bourgogne                                       | 8437000 €          |                    |                    |                    |
| BIVC                                                                                  | 760000 €           |                    |                    |                    |
| BNIA - Bureau national interprofessionnel de l'Armagnac                               | 745000 €           |                    |                    |                    |
| Bureau national interprofessionnel du cognac                                          | 8758000 €          |                    |                    |                    |
| Comité interprofessionnel de la dinde française                                       | 794000 €           |                    |                    |                    |
| Comité interprofessionnel des fromages du Cantal                                      | 1000000 €          |                    |                    |                    |
| CIFG                                                                                  | 261000 €           |                    |                    |                    |
| Comité interprofessionnel des palmipèdes à foie gras                                  | 5506000 €          |                    |                    |                    |
| CIHEF                                                                                 | 276000 €           |                    |                    |                    |
| CILOUEST                                                                              | 248000 €           |                    |                    |                    |
| CILVERPUY                                                                             | 172000 €           |                    |                    |                    |
| CIP                                                                                   | 338000 €           |                    |                    |                    |
| CIPA                                                                                  | 910000 €           |                    |                    |                    |
| CIPALIN                                                                               | 1328000 €          |                    |                    |                    |
| CIRT-DOM                                                                              | 564000 €           |                    |                    |                    |
| CIV - Corse                                                                           | 124000 €           |                    |                    |                    |
| Conseil interprofessionnel des vins d'Alsace                                          | 7898000 €          |                    |                    |                    |
| Conseil interprofessionnel du vin de Bordeaux                                         | 29730000 €         |                    |                    |                    |
| Comité interprofessionnel du vin de Champagne                                         | 14994000 €         |                    |                    |                    |
| CIVJ                                                                                  | 243000 €           |                    |                    |                    |
| Conseil interprofessionnel des vins du Languedoc                                      | 3508000 €          |                    |                    |                    |
| Conseil interprofessionnel des vins du Roussillon                                     | 2824000 €          |                    |                    |                    |
| Conseil interprofessionnel des vins de la région des Bergerac                         | 2071000 €          |                    |                    |                    |
| CLIPP                                                                                 | 2230000 €          |                    |                    |                    |
| CNC                                                                                   | 785000 €           |                    |                    |                    |
| CNIEL : Centre national interprofessionnel de l'économie laitière                     | 37391000 €         |                    |                    |                    |
| CNIPT : Comité national interprofessionnel de la pomme de terre                       | 5812000 €          |                    |                    |                    |
| Comité national du Pineau des Charentes                                               | 1194000 €          |                    |                    |                    |
| Comité national des pêches maritimes et des élevages marins                           | 1751000 €          |                    |                    |                    |
| CNPO                                                                                  | 611000 €           |                    |                    |                    |
| France Bois Forêt                                                                     | 6 043 000 €        |                    |                    |                    |
| Gl PT : Groupement Interprofessionnel pour la valorisation de la Pomme de Terre       | 338000 €           |                    |                    |                    |
| GNIS : Groupement national interprofessionnel des semences et plants                  | 25663000 €         |                    |                    |                    |
| HCCA                                                                                  | 1321000 €          |                    |                    |                    |
| IDAC                                                                                  | 1026000 €          |                    |                    |                    |
| Inaporc                                                                               | 8142000 €          |                    |                    |                    |
| Intercéréales                                                                         | 31890000 €         |                    |                    |                    |
| Interfel                                                                              | 10061000 €         |                    |                    |                    |
| Inter Oc                                                                              | 2704000 €          |                    |                    |                    |
| InterRhône                                                                            | 15528000 €         |                    |                    |                    |
| Interloire                                                                            | 8 813 000 €        | 8 030 555 €        | 7 800 710 €        | 7 055 926 €        |
| IVSO                                                                                  | 1480000 €          |                    |                    |                    |
| ONIDOL : Organisation nationale interprofessionnelle des graines et fruits oléagineux | 21487000 €         |                    |                    |                    |
| UIVC : Union interprofessionnelle des vins de Cahors                                  | 569000 €           |                    |                    |                    |
| UIVD                                                                                  | 147000 €           |                    |                    |                    |
| Union interprofessionnelle des vins du Beaujolais                                     | 5585000 €          |                    |                    |                    |
| Union nationale interprofessionnelle cidricole                                        | 2237000 €          |                    |                    |                    |
| UNIP : Union nationale interprofessionnelle des plantes riches en protéines           | 2003000 €          |                    |                    |                    |
| Val'hor                                                                               | 4074000 €          |                    |                    |                    |
| Total pour ces 57 interprofessions                                                    | 335 707 000 €      |                    |                    |                    |